# Xhemal Broja
Xhemal Broja (ur. 24 marca 1918 w Szkodrze, zm. 1976) – albański dramaturg.

## Życiorys
Ukończył liceum franciszkańskie w rodzinnej Szkodrze, następnie wyjechał do Grenoble, gdzie studiował prawo oraz uczęszczał na kurs z dramaturgii; wstąpił także do Francuskiej Partii Komunistycznej. W 1939 roku wraz z francuskimi oraz z innymi albańskimi studentami studiującymi we Francji protestował pod włoskim konsulatem przeciwko inwazji na Albanię. Z powodów finansowych został zmuszony do przerwania studiów, by kontynuować je we Włoszech, jednak nie zaprzestał działalności antyfaszystowskiej. Przerwał także i te studia oraz wrócił do Szkodry, gdzie wraz ze swoją żoną założył księgarnię.
22 lutego 1942 roku zorganizował w Szkodrze antyfaszystowską demonstrację, po której jego żona została aresztowana, a sam Xhemal Broja zaangażował się w działalność komunistycznego ruchu oporu; w jego ramach udał się do Postryby, gdzie utworzono batalion im. Perlata Rexhepiego. W 1944 roku wydawał podziemną prasę. Należał wraz z żoną do Komunistycznej Partii Albanii, jednak 23 marca 1946 roku zostali z niej wydalenii z powodu poruszenia kwestii Kosowa na partyjnym posiedzeniu.
Po II wojnie zaangażował się w organizację kilku albańskich teatrów, w tym Teatru Ludowego w Tiranie, w którym przez 20 lat pracował jako reżyser i dramaturg.

## Życie prywatne
Był synem prawnika Zenela Broi.